# Varois-et-Chaignot
 Varois-et-Chaignot  là một xã thuộc tỉnh Côte-d’Or trong vùng Bourgogne-Franche-Comté miền đông nước Pháp.